# Disa pillansii
Disa pillansii là một loài thực vật có hoa trong họ Lan. Loài này được L.Bolus mô tả khoa học đầu tiên năm 1916.